# Vladimir Zhigily
Anatoly Dmitriyevich Myshkin (cirílico:Владимир Викторович Жигилий ) (Oleksandrivka, 14 de agosto de 1954) é um ex-basquetebolista ucraniano que integrou a Seleção Soviética que conquistou a medalhas de bronze disputadas nos XXI Jogos Olímpicos de Verão realizados em 1976 na cidade de Montreal e nos XXII Jogos Olímpicos de Verão realizados em 1980 em Moscou.